# Culture de Wartberg
Objets typiques
bouteilles à collet (Kragenflaschen)
La culture de Wartberg (en allemand Wartbergkultur), dénommée parfois groupe de Wartberg (Wartberggruppe) ou encore culture des bouteilles à collet (Kragenflaschenkultur) est une culture préhistorique datant de 3 600 à 2 800 av. J.-C. du néolithique d'Europe centrale. La culture de Wartberg se trouve principalement dans le centre-ouest de l'Allemagne. Elle tire son nom de son site type, le Wartberg, une colline (306 m d'altitude) près de Niedenstein-Kirchberg dans le nord de la Hesse, en Allemagne.
La culture de Wartberg est notamment connue pour son architecture mégalithique de grandes galeries tombes qui se distingue de celle des régions adjacentes, mais présente une ressemblance frappante avec des monuments similaires du bassin parisien et de la Bretagne

## Distribution
On sait actuellement que la culture du Wartberg a une distribution dans le nord de la Hesse, le sud de la Basse-Saxe et la Thuringe occidentale. Une extension méridionale jusqu'à la région Rhein-Main est possible, mais cela n'a pas encore été prouvé.

## Datation
Le terme culture de Wartberg décrit un groupe de sites présentant des découvertes caractéristiques similaires datant d'environ 3600-2800 av. J.-C. La culture de Wartberg semble être un développement régional dérivé d'antécédents de culture de Michelsberg et de Baalberge. Elle est contemporaine et en contact avec la culture de Bernburg et la culture des vases à entonnoir (TRB). Les cultures de la céramique cordée et la culture des tombes individuelles lui succèdent.

## Sites

### Établissements
Les sites les plus connus sont Wartberg près de Kirchberg, Hasenberg, une colline près de Lohne, ainsi que Güntersberg et Bürgel, des collines près de Gudensberg (tous situés sur des affleurements de basalte dans le bassin fertile de Fritzlar) et dans l'enclave de terrassement de Calden. Presque toutes les colonies identifiées jusqu'à présent se situent au sommet d'une colline: le site fermé à Wittelsberg près d'Amöneburg, est une exception. Pratiquement tous les établissements connus semblent avoir vu le jour plusieurs centaines d’années après le développement de la poterie de Wartberg ; Les premières activités de peuplement du Wartberg restent pour la plupart inconnues à ce jour.
Les découvertes dans le Wartberg et ses sites apparentés incluent des os fragmentés, principalement de bovins, de porcs, de moutons / de chèvres et de chevreuils, mais également d'autres animaux sauvages, tels que l'ours ou le castor ; des fragments d'os humain sont également présents dans certaines des colonies. À l'origine, le Wartberg (d'abord mis au jour à la fin du XIXe siècle) fut interprété comme un lieu de culte, mais les vestiges de poteries grossières faites à la main et de revêtements de murs en boue suggèrent une activité de peuplement.

### Tombeaux mégalithiques

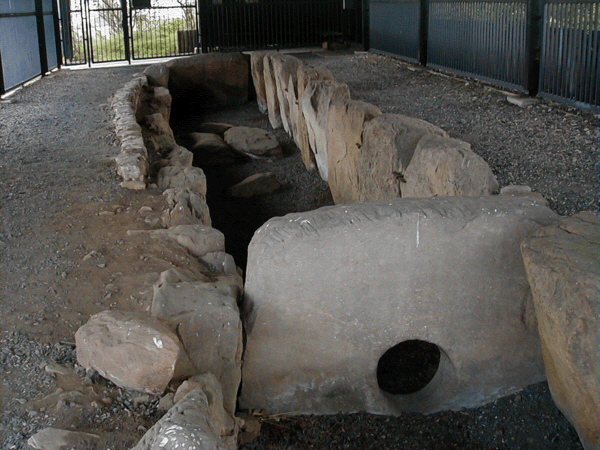
La tombe de Züschen

Le matériel de Wartberg se trouve également dans un certain nombre de tombes à galeries (un type de tombe mégalithique). Leurs liens avec les colonies du Wartberg n’étant reconnus que dans les années 1960 et 1970, les tombeaux ont parfois été traités séparément en tant que groupe cistes de pierre de Hesse-Westphalie (Hessisch-Westfälische Steinkistengruppe).
Il s'agit notamment des tombeaux de Züschen près de Fritzlar, de Lohra, de Naumburg-Altendorf, de Hadamar-Niederzeuzheim (aujourd'hui reconstruit dans un parc de Hachenburg), de Beselich-Niedertiefenbach, de Warburg, de Rimbeck et de Grossenrode, ainsi que de deux tombes proches de l'enceinte de Calden. Une tombe à Muschenheim près de Münzenberg peut également appartenir au même type, de même qu'une autre à Bad Vilbel près de Francfort-sur-le-Main qui a été détruite après 1945. Les plus connues de ces tombes sont celles de Züschen, Lohra, Niederzeuzzheim et Altendorf. Ils contenaient normalement les restes inhumés de multiples individus (la tombe d'Altendorf contenait au moins 250 personnes) de tous les âges et des deux sexes. Lohra est une exception dans la mesure où les morts ont été incinérés. Les objets funéraires ne sont pas nombreux, mais comprennent de la poterie (bouteilles à collet), les outils en pierre et les os d'animaux, en particulier les os de la mâchoire de renards, qui ont peut-être joué un rôle totémique. La tombe de Züschen est également remarquable par la présence d'art rupestre. Certaines des tombes peuvent être directement associées à des sites ou à des peuplements situés au sommet d'une colline, à savoir la tombe de Züschen avec le Hasenberg et les tombes de Calden avec le terrassement. Selon l'archéologue allemand Waltraud Schrickel, l'association avec les tombes à galeries suggère une influence de l'Europe de l'Ouest, provenant peut-être du bassin parisien, où se trouvent des tombes très similaires. Les tombes de Wartberg semblent commencer à se développer vers 3400 av. J.-C., plus tôt que la plupart des colonies connues

### Pierres dressées
Une distribution irrégulière de pierres dressées existe dans le nord de la Hesse et dans l'ouest de la Thuringe. Bien que leurs dates soient inconnues, leur étendue géographique semble coïncider avec celle du matériel de Wartberg, suggérant peut-être un lien.

## Artéfacts

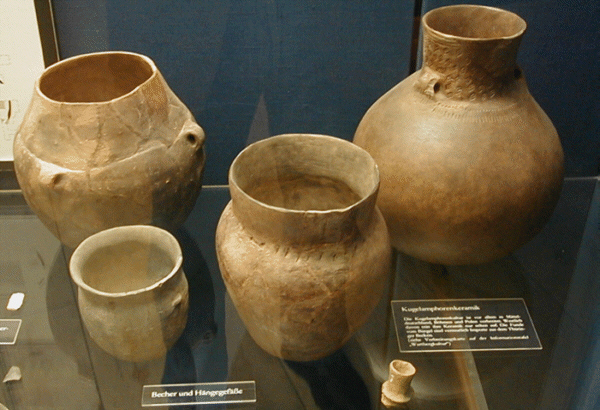
Pots typiques de Wartberg au musée de Cassel.

### Poterie
La poterie Wartberg est faite à la main et la plupart du temps très grossière. Les formes typiques du milieu du IVe millénaire comprennent les marmites à bord gravé et à incisions profondes, des tasses à poignées et des bouteilles à collet (Kragenflaschen). La présence de poteries à motifs profondément incisés ainsi que de tambours en argile suggère des liens avec la culture des vases à entonnoir (TRB) de l'Allemagne centrale.
Dans le Wartberg tardif, on trouve des gobelets à anse, des gobelets à entonnoir, des bols variés, de grands pots à trous sous le bord et des bouteilles à collet. La présence fréquente de bouteilles à col, notamment dans les tombes, présente un intérêt particulier. Les bouteilles sont faites avec un peu plus de soin que les autres pièces ; leur forme très spécifique suggère une fonction particulière, suggérant souvent d'être liée au stockage de matériaux spéciaux, comme l'huile végétale ou le soufre, peut-être pour la guérison.

### Outils en pierre et en os
Les haches en ardoise sont très courantes, mais il existe également des lames d'ardoise. La culture de Wartberg produisit des fines pointes de flèche en pierre avec des tenons et des « ailes » bien définis. Une variété d'outils en os, principalement des pointes, a été trouvée à la fois dans les tombes et les temples.

## Économie
On sait peu de chose concernant l'économie du groupe Wartberg. La localisation des sites et certaines découvertes suggèrent une société largement sédentaire subsistant de l'agriculture et de l'élevage, mais la chasse peut jouer un rôle économique considérable. La région de Wartberg semble être en contact commercial général avec les régions voisines.

## Populations

### Génétique
Une étude du génome de 42 personnes qui ont été enterrées dans une sépulture collective de la culture de Wartberg à Niedertiefenbach, en Allemagne (3.300-3.200 av. J.-C.) révèle que cette communauté agricole était génétiquement hétérogène et comportait une composante d'ascendance de chasseurs-cueilleurs (WHG) étonnamment importante (34 à 58 %), l'autre ascendance étant celle des paysans néolithiques d'Anatolie (environ 60 %). Dix des seize mâles pour lesquels des informations sur l'haplotype Y ont pu être générées portaient le même haplotype (I2c1a1).
Les chercheurs ont émis l'hypothèse que l'augmentation de la composante de chasseurs-cueilleurs s'est probablement produite pendant la consolidation de la culture de Michelsberg et/ou le début de la culture de Wartberg et aurait pu concerner un flux génétique direct de chasseurs-cueilleurs occidentaux locaux non mélangés avec les populations agricoles en expansion. Sur le plan archéologique, il existe une continuité bien documentée entre les données de l'ADNmt de la fin de la culture de Michelsberg et de la culture de Wartberg à partir de deux sites de Michelsberg en France et en Allemagne. La reconstitution du phénotype a révélé que les individus examinés avaient un teint principalement foncé et n'étaient pas génétiquement adaptés pour digérer les aliments riches en amidon ou en lactose. Ces phénotypes correspondent aux phénotypes généralement décrits des chasseurs-cueilleurs et des premiers agriculteurs.

### Santé
Conformément aux études sur l’état de santé des populations néolithiques d’Europe centrale, les individus de Niedertiefenbach ont présenté de nombreuses lésions squelettiques non spécifiques qui pourraient indiquer un stress physique, notamment la malnutrition et des infections. Fait intéressant, les chercheurs n'ont observé aucun agent pathogène. Cette observation est cohérente avec les découvertes basées sur l'ADN qui ne décrivent que relativement peu de cas sporadiques de maladies infectieuses au néolithique. Il convient de noter l’absence de la bactérie Yersinia pestis, responsable de la peste.
L'étude a également montré des différences considérables dans le pool de gènes de l'antigène des leucocytes humains (HLA (antigène)) entre les Européens d'aujourd'hui et les individus de Niedertiefenbach dont la réponse immunitaire était principalement axée sur la défense contre les infections virales. Fait intéressant, la majorité de ces allèles (par exemple, B*51:01, DQB1*03:01) sont aujourd'hui associés à une résistance accrue aux agents pathogènes viraux (par exemple, VIH, Virus de l'hépatite C, grippe A) et à une sensibilité accrue aux infections bactériennes ou à leurs complications.

### Aspects sociaux
La présence de terrassements et de tombes collectives indique différents niveaux d'effort collectif, impliquant ainsi un degré considérable d'organisation sociale.
Dans l'étude génétique de 2019, les chercheurs ont identifié 28 haplotypes mitochondriaux différents et 9 haplotypes du chromosome Y différents. 9 des 25 hommes ont le même haplotype du chromosome Y, ce qui suggère une forme de patrilocalité.